# Cotesia
Cotesia is een geslacht van vliesvleugeligen uit de familie van de schildwespen (Braconidae). De wetenschappelijke naam van het geslacht werd gepubliceerd in 1891 door Cameron.

## Soorten
- C. abdinbekovae Papp, 2009
- C. abjecta (Marshall, 1885)
- C. acauda (Provancher, 1886)
- C. acronyctae (Riley, 1871)
- C. acuminata (Reinhard, 1880)
- C. acutula (Tobias, 1973)
- C. adippevora Shaw, 2009
- C. affinis (Nees, 1834)
- C. agricola (Viereck, 1917)
- C. alaskensis (Ashmead, 1902)f
- C. algonquinorum (Viereck, 1917)
- C. alius (Muesebeck, 1958)
- C. alternicolor (You & Zhou, 1988)
- C. alypiae (Muesebeck, 1922)
- C. amabilis (Nixon, 1974)
- C. americana (Lepeletier, 1825)
- C. amesis (Nixon, 1974)
- C. ammalonis (Muesebeck, 1926)
- C. amphipyrae (Watanabe, 1934)
- C. analis (Nees, 1834)
- C. ancilla (Nixon, 1974)
- C. angustibasis (Gahan, 1925)
- C. anisotae (Muesebeck, 1921)
- C. anomidis (Watanabe, 1942)
- C. anthelae (Wilkinson, 1928)
- C. aphae (Watanabe, 1934)
- C. arctica (Thomson, 1895)
- C. argynnidis (Riley, 1889)
- C. astraches (Marshall, 1889)
- C. astrarches (Marshall, 1889)
- C. atalantae (Packard, 1881)
- C. aurura (Telenga, 1955)
- C. australiensis (Ashmead, 1900)
- C. autographae (Muesebeck, 1921)
- C. ayerza (Brethes, 1920)
- C. balli Oltra & Michelena, 1989
- C. bataviensis (Rohwer, 1919)
- C. berberis (Nixon, 1974)
- C. bignellii (Marshall, 1885)
- C. bonariensis (Brethes, 1916)
- C. bosei (Bhatnagar, 1948)
- C. brachycera (Thomson, 1895)
- C. brevicornis (Wesmael, 1837)
- C. cajae (Bouché, 1834)
- C. calodetta (Nixon, 1974)
- C. callimone (Nixon, 1974)
- C. capucinae (Fischer, 1961)
- C. carduicola (Packard, 1881)
- C. cerurae (Muesebeck, 1926)
- C. cingiliae (Muesebeck, 1931)
- C. cirphicola (Bhatnagar, 1948)
- C. cleora (Nixon, 1974)
- C. clepta (Tobias, 1986)
- C. clisiocampae (Ashmead, 1903)
- C. congestiformis (Viereck, 1923)
- C. congregata (Say, 1836)
- C. corylicola (Tobias, 1986)
- C. crambi (Weed, 1887)
- C. crassifemorata van Achterberg, 2006
- C. cultellata (Tobias, 1966)
- C. cuprea (Lyle, 1925)
- C. cyaniridis (Riley, 1889)
- C. cynthiae (Nixon, 1974)
- C. charadrae (Muesebeck, 1921)
- C. chares (Nixon, 1965)
- C. chiloluteelli (You, Xiong & Wang, 1985)
- C. chiloniponellae (You & Wang, 1990)
- C. chilonis (Munakata, 1910)
- C. chinensis (Wilkinson, 1930)
- C. chrysippi (Viereck, 1911)
- C. danaisae (Hedqvist, 1965)
- C. deliadis (Bingham, 1906)
- C. delicata (Howard, 1897)
- C. depressa (Viereck, 1912)
- C. depressithorax (Tobias, 1964)
- C. diacrisiae (Gahan, 1917)
- C. dictyoplocae (Watanabe, 1940)
- C. disparis (Tobias, 1986)
- C. diurnii Rao & Nikam, 1984
- C. diversa (Muesebeck & Walkley, 1951)
- C. electrae (Viereck, 1912)
- C. eliniae Papp, 1989
- C. empretiae (Viereck, 1913)
- C. enypiae (Mason, 1959)
- C. erionotae (Wilkinson, 1928)
- C. errator (Nixon, 1974)
- C. euchaetis (Ashmead, 1898)
- C. eulipis (Nixon, 1974)
- C. eunomiae Shaw, 2009
- C. euphydryidis (Muesebeck, 1921)
- C. euprocti Sathe, 2005
- C. euryale (Nixon, 1974)
- C. evagata (Papp, 1973)
- C. fascifemorata van Achterberg, 2006
- C. ferruginea (Marshall, 1885)
- C. ferventis Kotenko
- C. fiskei (Viereck, 1910)
- C. flagellator (Wilkinson, 1930)
- C. flagiata (Papp, 1971)
- C. flagitata (Papp, 1971)
- C. flaviconchae (Riley, 1881)
- C. flavicornis (Riley, 1889)
- C. flavipes Cameron, 1891
- C. fluvialia (Balevski, 1980)
- C. fluvialis (Balevski, 1980)
- C. gabera Papp, 1990
- C. gades (Nixon, 1974)
- C. gastropachae (Bouche, 1834)
- C. geometricae Austin, 2000
- C. geryonis (Marshall, 1885)
- C. gillettei (Baker, 1895)
- C. glabrata (Telenga, 1955)
- C. glomerata (Linnaeus, 1758)
- C. gonopterygis (Marshall, 1898)
- C. gordii (Muesebeck, 1926)
- C. gramini Sathe & Rokade, 2005
- C. gregalis Yang & Wei, 2002
- C. griffini (Viereck, 1911)
- C. hadenae (Muesebeck, 1926)
- C. halisidotae (Muesebeck, 1931)
- C. hallii (Packard, 1877)
- C. hanshouensis (You & Xiong, 1983)
- C. harteni Papp, 2003
- C. hemileucae (Riley, 1881)
- C. hesperidivora (Viereck, 1912)
- C. hispanica (Oltra & Falco, 1996)
- C. honora Papp, 1990
- C. hyphantriae (Riley, 1887)
- C. indica Sathe & Rokade, 2005
- C. inducta (Papp, 1973)
- C. intermixta (Balevski, 1980)
- C. ishizawai (Watanabe, 1939)
- C. isolde (Nixon, 1974)
- C. itororensis de Sousa-Lopes, Whitfield, Salgado-Neto & Del-Claro, 2019[2]
- C. jayanagarensis (Bhatnagar, 1948)
- C. jucunda (Marshall, 1885)
- C. judaica (Papp, 1970)
- C. junoniae (Riley, 1889)
- C. kamiyai (Watanabe, 1934)
- C. kariyai (Watanabe, 1937)
- C. karviri Sathe & Rokade, 2005
- C. kasparyani (Tobias, 1976)
- C. kazak (Telenga, 1949)
- C. koebelei (Riley, 1889)

- C. kraussi (Muesebeck, 1958)
- C. kurdjumovi (Telenga, 1955)
- C. laeviceps (Ashmead, 1890)
- C. langei (Muesebeck, 1938)
- C. lepidopteri Sathe & Rokade, 2005
- C. limbata (Marshall, 1885)
- C. limenitidis (Riley, 1871)
- C. lineola (Curtis, 1830)
- C. luminata Chen & Song, 2004
- C. lunata (Packard, 1881)
- C. lyciae (Muesebeck, 1926)
- C. lycophron (Nixon, 1974)
- C. lymantriae (Marsh, 1979)
- C. mahoniae (Mason, 1975)
- C. marginiventris (Cresson, 1865)
- C. marquesi (Brethes, 1924)
- C. mayaguezensis (Viereck, 1913)
- C. medicaginis (Muesebeck, 1947)
- C. meghrangini Dawale, Bhosale & Sathe, 1993
- C. melanoscela (Ratzeburg, 1844)
- C. melitaearum (Wilkinson, 1937)
- C. memnon (Nixon, 1974)
- C. mendicae (Tobias, 1986)
- C. microsoma (Tobias, 1986)
- C. miyoshii (Watanabe, 1932)
- C. muertfeldtae (Ashmead, 1898)
- C. murtfeldtae (Ashmead, 1898)
- C. nemoriae (Ashmead, 1898)
- C. neustriae (Tobias, 1986)
- C. nigritibialis (Tobias, 1986)
- C. nikami Kurhade & Nikam, 1998
- C. nitens (Muesebeck, 1921)
- C. noctuidiphaga (Muesebeck, 1926)
- C. nonagriae

Cotesia nonagriae (Olliff, 1893)
Cotesia nonagriae (Viereck, 1913)
- C. notha (Marshall, 1885)
- C. nuellorum Whitfield, 2018
- C. numen (Nixon, 1974)
- C. obscuricornis (Viereck, 1917)
- C. ocneriae (Ivanov, 1899)
- C. ofella (Nixon, 1974)
- C. ogara Papp, 1990
- C. olenidis (Muesebeck, 1922)
- C. onaspis (Nixon, 1974)
- C. ordinaria (Ratzeburg, 1844)
- C. orestes (Nixon, 1974)
- C. orientalis Chalikwar & Nikam, 1984
- C. ornatricis (Muesebeck, 1958)
- C. orobenae (Forbes, 1883)
- C. paphi (Schrottky, 1902)
- C. pappi Inanc, 2002
- C. parallelis (Ashmead, 1900)
- C. parallelus (Ashmead, 1900)
- C. parastichtidis (Muesebeck, 1921)
- C. parijati Sathe, 2003
- C. peltoneni (Papp, 1987)
- C. perspicua (Nees, 1834)
- C. phigaliae (Muesebeck, 1919)
- C. philoeampus (Cameron, 1911)
- C. phlyctaeniae (Muesebeck, 1929)
- C. phobetri (Rohwer, 1915)
- C. pholisorae (Riley, 1889)
- C. phylctaeniae (Muesebeck, 1929)
- C. picipes (Bouche, 1834)
- C. pieridis (Bouche, 1834)
- C. pilicornis (Thomson, 1895)
- C. pistrinariae (Wilkinson, 1929)
- C. planula Song & Chen, 2004
- C. plathypenae (Muesebeck, 1921)
- C. platypenae (Muesebeck, 1921)
- C. podunkorum (Viereck, 1912)
- C. praepotens (Haliday, 1834)
- C. prenidis (Muesebeck, 1921)
- C. progahinga (Hedqvist, 1965)
- C. pyralidis (Muesebeck, 1921)
- C. pyraustae (Viereck, 1912)
- C. pyrophilae (Muesebeck, 1926)
- C. radiantis (Wilkinson, 1929)
- C. risilis (Nixon, 1974)
- C. rubecula (Marshall, 1885)
- C. rubripes (Haliday, 1834)
- C. ruficrus (Haliday, 1834)
- C. rufiventris (Bingham, 1906)
- C. rufocoxalis (Riley, 1881)
- C. rugosa (Szepligeti, 1914)
- C. salebrosa (Marshall, 1885)
- C. saltator (Thunberg, 1822)
- C. saltatoria (Balevski, 1980)
- C. santolinae (Oltra, 1995)
- C. sasakii (Watanabe, 1932)
- C. satunini (Tobias, 1986)
- C. scabricula (Reinhard, 1880)
- C. scabriculus (Reinhard, 1880)
- C. scelerata (Tobias, 1986)
- C. scitula (Riley, 1881)
- C. schaeferi (Marsh, 1979)
- C. schaffneri (Muesebeck, 1931)
- C. schini (Muesebeck, 1958)
- C. schizurae (Ashmead, 1898)
- C. selenevora Shaw, 2009
- C. sericea (Nees, 1834)
- C. sesamiae (Cameron, 1906)
- C. sessilis (Geoffroy, 1785)
- C. setebis (Nixon, 1974)
- C. shemachaensis (Tobias, 1976)
- C. shrii Sathe, Ingawale & Bhosale, 1994
- C. sibyllarum (Wilkinson, 1936)
- C. simurae (You & Zhou, 1989)
- C. smerinthi (Riley, 1881)
- C. sorghiellae (Muesebeck, 1933)
- C. specularis (Szepligeti, 1896)
- C. spuria (Wesmael, 1837)
- C. subancilla (Balevski, 1980)
- C. subordinaria (Tobias, 1976)
- C. suvernii Sathe, Ingawale & Bhosale, 1994
- C. suzumei (Watanabe, 1932)
- C. taphrobanae (Cameron, 1897)
- C. taprobanae (Cameron, 1897)
- C. tatehae (Watanabe, 1932)
- C. tegera (Papp, 1977)
- C. tegerus (Papp, 1977)
- C. teleae (Muesebeck, 1926)
- C. telengai (Tobias, 1972)
- C. tenebrosa (Wesmael, 1837)
- C. tetrica (Reinhard, 1880)
- C. thapinthotha Papp, 1990
- C. theae (Sonan, 1942)
- C. theclae (Riley, 1881)
- C. tibialis (Curtis, 1830)
- C. tmetocerae (Muesebeck, 1921)
- C. tuita Papp, 2009
- C. unicolor (Curtis, 1835)
- C. urabae Austin & Allen, 1989
- C. vanessae (Reinhard, 1880)
- C. vestalis (Haliday, 1834)
- C. villana (Reinhard, 1880)
- C. viridanae (Tobias, 1986)
- C. xavieri Rousse & Gupta, 2013	[3]
- C. xylina (Say, 1836)
- C. yakutatensis (Ashmead, 1902)
- C. zygaenarum (Marshall, 1885)